# Sciaphilomastax
Sciaphilomastax is een geslacht van rechtvleugeligen uit de familie Eumastacidae. De wetenschappelijke naam van dit geslacht is voor het eerst geldig gepubliceerd in 1979 door Descamps.

## Soorten
Het geslacht Sciaphilomastax omvat de volgende soorten:
- Sciaphilomastax clarki Descamps, 1979
- Sciaphilomastax curvicerca Descamps, 1979
- Sciaphilomastax decorata Descamps, 1973
- Sciaphilomastax falcicerca Descamps, 1979
- Sciaphilomastax finoti Descamps, 1971
- Sciaphilomastax pardalina Burr, 1899
- Sciaphilomastax peruviana Descamps, 1973
- Sciaphilomastax piro Descamps, 1979
- Sciaphilomastax tipularia Gerstaecker, 1889
- Sciaphilomastax triloba Descamps, 1979